# Guaranà
La guaranà o paul·línia (Paullinia cupana var. sorbilis, P. crysan o P. sorbilis), és una planta enfiladissa de la família de les sapindàcies, amb fruits xicotets de color roig viu, nadiua del Brasil (zona de la baixa Amazònia) i avui produïda també a Veneçuela i Colòmbia, coneguda per l'alt contingut d'estimulants que té el fruit.

## Descripció
El fruit és una càpsula roja en forma de pera o ou, normalment conté una sola llavor, de color negre terrós, amb una corfa que se separa fàcilment quan el fruit és sec. La seua grandària és un poc més xicoteta que la d'una castanya. A efectes terapèutics i com a complement, se n'empren les llavors, desproveïdes de la coberta externa o tegument. En general, es torren i es molen, amb la qual cosa s'obtenen una farina o pasta de color marró. S'utilitza com a planta medicinal i contingut de refrescos energètics.

## Etimologia
El nom Paullinia va ser atribuït per Carl von Linné en honor al metge i botànic alemany Simon Pauli. S'atribueix la primera descripció del fruit al missioner jesuïta luxemburgués Johann Philipp Bettendorf, destinat al Maranhão. El mot guaranà, que arriba al català des del portuguès, prové del terme tupí wara'ná. Hi ha disparitat sobre què vol dir aquest nom: mentre algunes fonts l'atorguen el significat d'"arbre que s'enfila recolzat en un altre", altres esmenten "fruita amb l'aspecte dels ulls de les persones".
Aquesta darrera versió s'adiu amb la llegenda amazònica de Cauê, un nen beneït pel déu Tupã, que va ser mort per una serp, l'encarnació del dimoni Jurupari. Tupã va demanar als seus pares que enterressin els ulls dels nen, doncs d'allà naixeria una planta màgica.

## Composició química i accions farmacològiques
La paul·línia o guaranà conté, principalment en els seus fruits:
- cafeïna o guaranina (entre un 3,1% i un 5,8% als fruits)
- hipoxantina
- teofil·lina
- teobromina
- xantina
- metilxantina
- saponòsids
- sals minerals
- tanins: catecol, epicatecol, protoantocianidols
- vitamines: A, E, B1, B3 i PP

El fruit de la paul·línia conté un alt grau de guaranina (cafeïna), sobretot concentrada als cotiledons de les llavors. La cafeïna augmenta el metabolisme de les cèl·lules i estimula l'alliberació de catecolamines que fan que l'organisme puga metabolizar més ràpidament els greixos. Per això aquesta planta es fa servir en règims de control de pes. És cardiotònica (estimula l'activitat del múscul cardíac), té propietats astringents i antiinflamatòries. Tradicionalment s'ha usat en el tractament de diarrees lleugeres. És considerat un bon reconstituent general, ideal per a persones que pateixen algun decaïment físic i intel·lectual com astènies. Estimula les funcions vitals de l'organisme, la virilitat i la potència, els reflexos, la memòria i l'activitat intel·lectual.
Malgrat tot, no s'ha d'abusar d'aquesta planta, ja que pot provocar trastorns gàstrics, ansietat, excitació cerebral, al·lucinacions, insomni, etc.